# Moldova Nouă

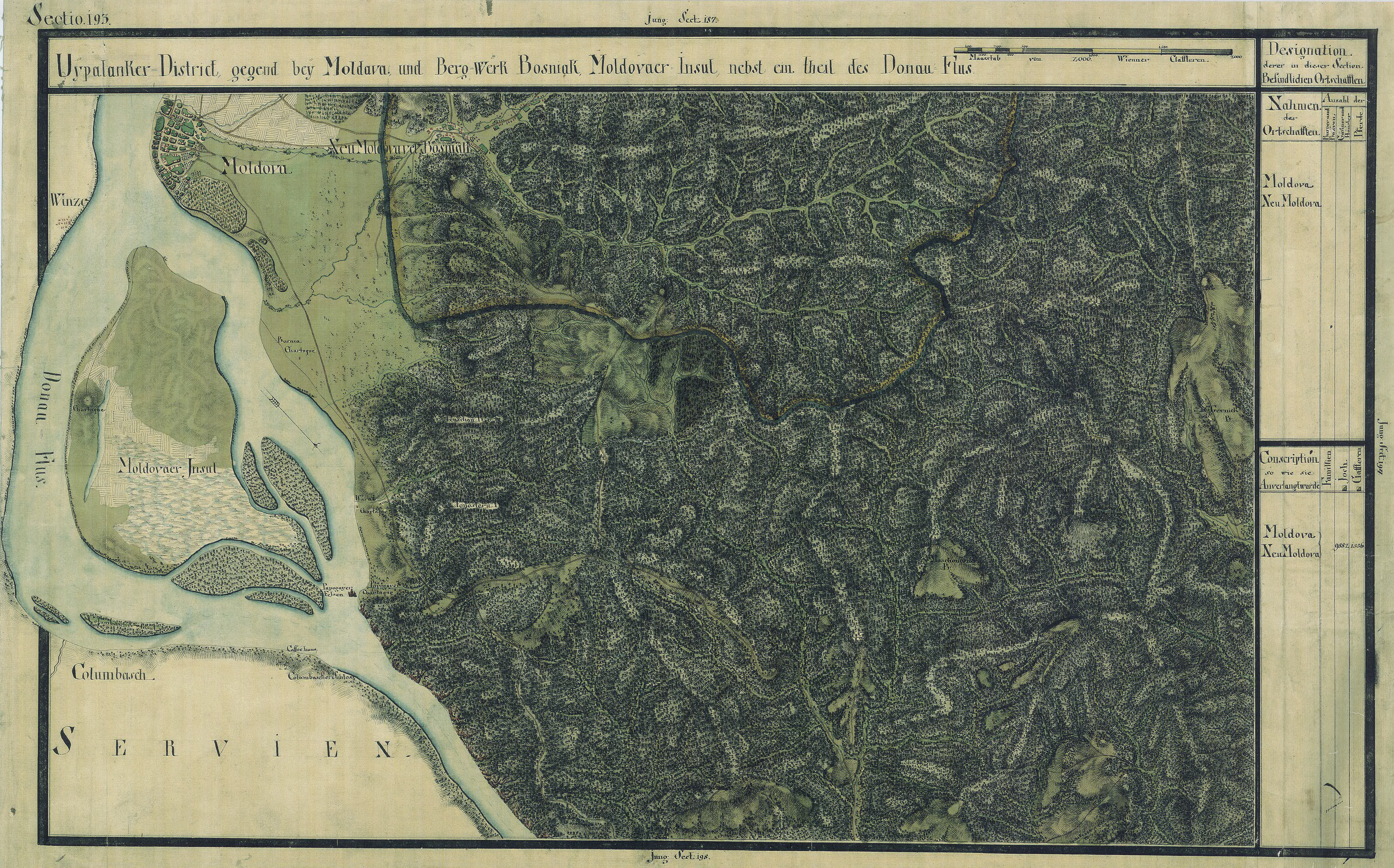
Moldàvia Nouă (Neu-Moldàvia) i Moldàvia Veche (Moldàvia) sobre l'enquesta de terres josefinianes, ca. 1770

Moldova Nouă (pronunciació en romanès: [molˌdova ˈnowə]; hongarès: Újmoldova; alemany: Neumoldowa; txec: Nová Moldava: Bošňák; serbi: Нова Молдава) és una ciutat del sud-oest de Romania al comtat de Caraș-Severin (la regió històrica del Banat), en una zona coneguda com a Clisura Dunării. Es troba a la vora del riu Danubi. La ciutat administra tres pobles: Măcești, Moldova Veche i Moldovița.
Segons el cens del 2011, la població era de 12.350, dels quals el 81,2% eren romanesos, el 12,8% serbis, el 3,2% gitanos, l'1,3% hongaresos i el 0,8% txecs.
| En romanès     | En hongarès    | En serbi      |
| -------------- | -------------- | ------------- |
| Moldàvia Nouă  | Újmoldova      | Нова Молдава  |
| Măcești        | Macsevics      | Мачевић       |
| Moldàvia Veche | Ómoldova       | Стара Молдава |
| Moldovița      | Kiskárolyfalva | Молдавица     |

## Clima
Moldova Nouă té un clima continental humit (Cfb a la classificació climàtica de Köppen).

## Moldova Veche
Al poble de Moldova Veche, s'han trobat evidències d'habitatge humà que daten de la transició entre el Neolític i l'edat del bronze. A més, hi ha rastres d'un assentament daci poc fortificat, similar a d'altres a la zona. A la Dàcia romana, un castrum situat al poble supervisava la mineria i la navegació al Danubi. S'han trobat vestigis de l'edat fosca i de la primera edat mitjana; durant els segles x i xi, la zona va ser controlada per Glad i posteriorment per Ahtum. Els serbis hi viuen des de l'edat mitjana.
El 1552, quan el Banat va caure sota el domini otomà, Moldàvia Veche es va convertir en la capital d'un sanjak dins del Temeşvar Eyalet. El 1566, al final del regnat de Solimà el Magnífic, s'hi encunyaren monedes d'or (altâni) i plata (aspri). Un document de 1588 registra el lloc amb el nom de Mudava; aquesta és la primera menció escrita. El topònim d'origen daci encara l'utilitzen els locals. El 1718, la zona va quedar sota el control de la monarquia dels Habsburg.
El poble va quedar absorbit per Moldova Nouă el 1956. És el lloc on es troba un port del Danubi. Hi ha una església baptista, la comunitat de la qual es va establir el 1927. La seva primera església es va construir el 1967 i l'estructura actual el 2001. Els fidels són romanesos i serbis, amb serveis en romanès.

## Fills il·lustres
- Ștefan Blănaru, futbolista romanès
- Emilijan Josimović, urbanista serbi
- Iasmin Latovlevici, futbolista romanès
- Mihăiță Pleșan, futbolista romanès
- Anca Pop, cantautora romanesa-canadenca
- Cosmin Sârbu, futbolista romanès
- Deian Sorescu, futbolista romanès
- Clara Vădineanu, handbolista romanesa